# Вивільга філіппінська
Вивільга філіппінська (Oriolus steerii) — вид співочих птахів родини вивільгових (Oriolidae).

## Поширення
Ендемік Філіппін. Поширений у південній частині країни. Природним середовищем існування є субтропічні або тропічні вологі низинні ліси.

## Опис
Довжина тіла близько 20 см. Вага 45–48 г. Оперення зелено-коричневе, живіт кремовий з темними плямами, червоний дзьоб і очі. Харчується переважно комахами, гусеницями та фруктами.

## Підвиди
Містить п'ять підвидів:
- O. s. samarensis Steere, 1890 — острови Самар, Лейте, Бохоль і східній частині Мінданао;
- †O. s. assimilis Tweeddale, 1878 — о. Себу, вимер, востаннє спостерігався у 1906 році;
- O. s. steerii Sharpe, 1877 — Масбате та Негрос;
- O. s. basilanicus Ogilvie-Grant, 1896 — на Басілані та західному Мінданао;
- O. s. cinereogenys Bourns & Worcester, 1894 — архіпелаг Сулу.